# Naddazza Valera
Naddazza Albreus Valera (født 2. marts 1987) er en håndboldspiller fra Cuba. Hun spiller på Cubas håndboldlandshold, og deltog under VM 2011 i Brasilien.